# Phyllocnistis tethys
Phyllocnistis tethys is een vlinder uit de familie van de mineermotten (Gracillariidae). De wetenschappelijke naam van de soort werd voor het eerst geldig gepubliceerd in 2012 door Moreira & Vargas.